# Atitudine (album)
Atitudine este al patrulea album al formației românești de thrash metal Altar din Cluj-Napoca. Lansat în anul 2006, prin intermediul casei de discuri Roton, Atitudine reprezintă primul material discografic al trupei ce are versuri exclusiv în limba română. Temele abordate sunt sociale și politice, ironice pe alocuri la adresa sistemului. Albumul a primit critici pozitive din partea ascultătorilor de muzică și a criticilor, formația Altar fiind nominalizată în 2006 la Premiile MTV pentru categoria „Cel mai bun rock”. Două piese de pe acest album au beneficiat de videoclipuri: „Atitudine” și „Născut învingător”.

## Piese
1. Intro
2. Atitudine
3. Născut învingător
4. Necenzurat
5. La noi
6. Realitatea
7. Ești depăshit
8. Se fură
9. Protest
10. Ești bun
11. Noroi
12. Singur împotriva tuturor
13. Atitudine (feat. Mihnea Blidariu)
14. Născut învingător (videoclip)

Muzică și versuri: Altar

## Personal
- Andy Ghost – solist vocal
- Teo Peter Jr. – chitară bas, voce de fundal
- Damian – chitară
- Levi – tobe, voce de fundal

Invitați speciali: 
- Mihnea Blidariu (Luna Amară) – trompetă („Se fură”), voce („Atitudine”, „La noi”)
- Pacha Man – voce („Realitatea”, „La noi”)
- Marc Anghel – caval, fluier („La noi”)
- Paul Opriș (Planet H) – scratch („Noroi”, „Singur împotriva tuturor”)
- MC Agent – programări, sampler